# Hassi R'Mel
Hassi R'Mel è una cittadina dell'Algeria, sede  del più grande giacimento di gas naturale del continente africano. Insieme a Hassi Messaoud, il più importante giacimento petrolifero dell'Algeria, contribuirono alla determinazione della Francia per il mantenimento della propria presenza in Algeria., nel Sahara algerino,
Scoperto nel 1956, il giacimento rappresenta ancora un quarto della produzione di gas del paese. Si stima che circa la metà delle sue riserve iniziali siano state sfruttate. Gli impianti costruiti nella zona di Hassi R'Mel sono il fulcro dell'industria del gas naturale in Algeria. Oltre alla produzione del giacimento locale, a Hassi R'Mel si concentrano anche il gas prodotto in altre regioni dell'Algeria, come per esempio il gas associato di Hassi Messaoud.
Esistono diversi gasdotti che esportano il gas a partire da Hassi R'Mel.
Il gasdotto Transmed attraversa la Tunisia per esportare il gas in Italia; il gasdotto Maghreb-Europa attraversa lo Stretto di Gibilterra; altri tre gasdotti si dirigono verso altrettante città della costa algerina per alimentare il consumo locale, l'industria petrolchimica ed i terminali di gas naturale liquefatto.